# Jammas
Le Jammas est une rivière du Sud de la France, dans le département de l'Aude, dans l'ancienne région Languedoc-Roussillon, donc dans la nouvelle région Occitanie, et un affluent de l'Hers-Mort et sous-affluent de la Garonne.

## Géographie
De 11,8 km de longueur, il prend sa source sur la commune de Saint-Amans, dans l'Aude et se jette dans l'Hers-Mort en rive gauche sur la commune de Salles-sur-l'Hers.

### Communes et cantons traversés
Dans le seul département de l'Aude, le Jammas traverse les sept communes suivantes de Salles-sur-l'Hers, Sainte-Camelle, Peyrefitte-sur-l'Hers, Montauriol, Payra-sur-l'Hers, Mayreville, Saint-Amans.

### Bassin versant
Le Jammas traverse une seule zone hydrographique « L'Hers Mort de sa source au confluent de la Ganguise » de 91 km2 de superficie. Ce bassin versant est constitué à 87,79 % de « territoires agricoles », à 10,76 % de « forêts et milieux semi-naturels », à 0,39 % de « territoires artificialisés ». 

## Affluents
le Jammas a neuf affluents contributeurs :
- le ruisseau de Jalabert,
- le ruisseau de Sourrète,
- Ruisseau de Feuillès, 3,4 km avec deux affluents dont :
  - le ruisseau de Millet avec un affluent :
    - le ruisseau de Salet
- le ruisseau de l'Alba,
- le ruisseau de Guitard,
- Ruisseau d'Espéramont du Garrigal, 2,8 km
- Ruisseau de Marcelet ou ruisseau de la Carrairasse (rg[note 1]), 2,4 km sur les deux communes de Salles-sur-l'Hers, Sainte-Camelle.

### Rang de Strahler
Donc son rang de Strahler est de quatre par le ruisseau de Feuillès.